# Hans Paul Gorter
Hans Paul Gorter (Amsterdam, 9 januari 1914 – Vorden, 14 februari 2001) was een Nederlandse natuurbeschermer die als directeur van Natuurmonumenten het gezicht van de Nederlandse natuurbescherming na de Tweede Wereldoorlog in sterke mate vorm heeft gegeven.

## NJN en rechten
Als zoon van de landschapsschilder Arnold Marc Gorter had Hans Paul Gorter passie voor natuur en landschap met de paplepel ingegoten gekregen. Hij werd lid van de Nederlandse Jeugdbond voor Natuurstudie NJN en studeerde rechten, waarna hij zijn wetskennis en belangstelling voor natuurbescherming ging combineren. Nadat hij in contact met Pieter van Tienhoven was gekomen trad hij in 1940 in dienst van Natuurmonumenten.

## Natuurmonumenten
Bij Natuurmonumenten heeft Gorter veel ontwikkelingen in gang gezet. Zo zette hij in en na de Tweede Wereldoorlog de eerste schreden op het pad van democratisering van de organisatie en wist hij dankbaar de subsidiemogelijkheden van het rijk voor natuurbescherming aan te boren. Hij ondersteunde bovendien het wetenschappelijk onderbouwde actieve beheer van natuurmonumenten zoals dat onder meer door Victor Westhoff was voorgesteld. Nadat hij in 1946 directeur was geworden begon de vereniging sterk te groeien.

## Contact-Commissie en Natuurbeschermingsraad
Gorter was vanaf 1943 tweede en vanaf 1947 eerste secretaris van de Contact-Commissie voor Natuur- en Landschapsbescherming. Daar zette hij zich in om bruggen te bouwen tussen natuurbescherming en andere belangen zoals landbouw. Tevens stond hij aan de wieg van het blad 'Natuur en Landschap'.
In 1952 werd Gorter lid van de Voorlopige Natuurbeschermingsraad, zoals de Natuurbeschermingsraad tot 1968 heette. Van 1978 tot 1983 was hij (onder)voorzitter van deze raad.

## Belang
Het belang van de optimistische bruggenbouwer Gorter voor de Nederlandse natuurbescherming is groot geweest. Het door hem in 1986 geschreven 'Ruimte voor Natuur', waarin hij de geschiedenis van de vereniging en verwante organisaties behandelt, geldt als standaardwerk. Hij kreeg diverse koninklijke en andere onderscheidingen, waaronder de Duitse Van Tienhovenprijs en een eredoctoraat van de Universiteit van Utrecht.